# Diospyros perplexa
Diospyros perplexa är en tvåhjärtbladig växtart som beskrevs av Frank White. Diospyros perplexa ingår i släktet Diospyros och familjen Ebenaceae. Inga underarter finns listade i Catalogue of Life.